# Xã Brandrup, Quận Wilkin, Minnesota
Xã Brandrup (tiếng Anh: Brandrup Township) là một xã thuộc quận Wilkin, tiểu bang Minnesota, Hoa Kỳ. Năm 2010, dân số của xã này là 158 người.